# コッレディメッツォ
コッレディメッツォ（イタリア語: Colledimezzo）は、イタリア共和国アブルッツォ州キエーティ県にある、人口約500人の基礎自治体（コムーネ）。

## 地理

### 位置・広がり

#### 隣接コムーネ
隣接するコムーネは以下の通り。
- アテッサ
- モンタッツォリ
- モンテフェッランテ
- ピエトラフェッラッツァーナ
- ヴィッラ・サンタ・マリーア